# Aleksandr Širšov
Aleksandr Sergeevič Širšov (in russo Александр Сергеевич Ширшов?; Mosca, 25 agosto 1972) è un ex schermidore russo, vincitore di una medaglia d'oro nella scherma ai Giochi olimpici.

## Palmarès
In carriera ha conseguito i seguenti risultati:
- Giochi olimpici:

Barcellona 1992: oro nella sciabola a squadre (per la  Squadra Unificata).
- Mondiali di scherma

Budapest 1991: argento nella sciabola a squadre (per la  Unione Sovietica).
Atene 1994: oro nella sciabola a squadre.
L'Aia 1995: argento nella sciabola a squadre.
Città del Capo 1997: argento nella sciabola a squadre
- Europei di scherma

Funchal 2000: oro nella sciabola a squadre.